# Андреа Налес
Андреа Мария Налес (на немски: Andrea Maria Nahles) е германски политик, родена на 20 юни 1970 г. в Мендиг, (Райнланд-Пфалц). По професия е литературовед.

## Биография
През 1988 г. става член на Германската социалдемократическа партия (ГСДП). В периода от 1993 до 1995 г. е председател на младежката социалдемократическа организация (JUSUS) в Райнланд-Пфалц. От 1995 до 1999 г. е председател на младежката социалдемократическа организация.
От 1998 г. Андреа Налес е депутат в германския Бундестаг. От май 2000 г. е съоснователка и председателка на Форум Демократична левица 21.
След оттеглянето на Герхард Шрьодер от политиката Андреа Налес заема поста главен секретар на ГСДП.